# Tommy Armour
Thomas Dickson Armour (24 de setembro de 1896 – 11 de setembro de 1968) foi um jogador profissional escocês-estadunidense de golfe.